# Anomis revocans
Anomis revocans är en fjärilsart som beskrevs av Walker 1858. Anomis revocans ingår i släktet Anomis och familjen nattflyn. Inga underarter finns listade i Catalogue of Life.